# 布鲁赫萨尔
布鲁赫萨尔（德語：Bruchsal，發音：[ˈbʁʊxzaːl] ⓘ；南法兰克语：Brusl）是德国巴登-符腾堡州的城市，总面积93.01平方公里，2023年12月31日总人口为47,014人。

## 研究成果
用于城市和自主货运物流的研究项目efeuCampus于2019年7月在前龙骑兵营（Dragonerkaserne）营地启动。在园区内开发并测试了用于自动货运和收货的系统。整个项目由欧盟和巴登-符腾堡州资助。

## 友好城市
截至2021年9月，布鲁赫萨尔共与五座城市结为友好城市关系：
- 法國 圣默努（1965年）
- 英国 昆布兰（1979年）
- 法國 圣玛丽欧米讷（1989年）
- 斯洛維尼亞 上拉德戈納市鎮（2006年）
- 義大利 沃尔泰拉（2008年）